# 13 Glaubenssätze des Maimonides
Als 13 Grundsätze des Maimonides (hebräisch הַעִקָּרים לְפִי הַרמב"ם; „ha-Ikkarim lefi ha-Rambam“, traditionell „Schelosch essre Ikkarim“) bezeichnet man die von Maimonides in dessen Mischnakommentar aufgestellten zentralen Glaubenslehren des Judentums.

## Charakteristik, Rezeption, historische Entwicklung
Sie bestehen aus einer Reihe von Grundaussagen zur jüdischen Religion (hebräisch עִיקָּרֵי הַאֱמוּנָה  הַיְהוּדִית) und wurden von Maimonides formuliert in seinem Mischna-Kommentar (Kitāb al-Sirāj, Traktat Sanhedrín, Kapitel 10, 1, Einleitung zu Pereq Heleq). Sie wurden u. a. aus talmudischen Quellen zusammengestellt.
Diese, nach Ansicht einiger Gegner dem Judentum nicht inhärenten Prinzipien – insbesondere die zuvor dem Judentum völlig fremde Auferstehung – und überhaupt die damit suggerierte Auffassung, gleichsam verbindliche „Dogmen“ für das Judentum aufstellen zu können, waren sehr umstritten und führten sogleich zu heftiger Kritik, so durch die Rabbiner Isaak Abrabanel, Abraham ben David von Posquières, Chasdaj Crescas und Josef Albo. Letzterer schlug in seinem Hauptwerk Sefer ha-Iqqarim eine Reduktion auf 3 Prinzipien (Gott, Offenbarung, Vergeltung) vor, die aber gerade nicht als „Dogmatisierung“ verstanden werden dürfe.
Die maimonidischen Iqqarim wurden auch in den folgenden Jahrhunderten von Teilen der jüdischen Gemeinde ignoriert. Für das orthodoxe Judentum sind sie bis heute gültig. Diese Prinzipien werden im Jigdal auf poetische Art und Weise wiedergegeben. In Form eines Glaubensbekenntnisses („Ich glaube ..“) sind sie erstbelegt in einer venezianischen Haggada von 1566.

## Die Glaubenssätze
1. Dasein Gottes
2. Seine Einheit
3. Seine Unverkörperlichkeit
4. Seine Ewigkeit
5. Die Pflicht, ihn allein anzubeten
6. Die Tatsache der Prophetie
7. Die Überlegenheit der Prophetie Moses über die aller anderen Propheten
8. Die Göttlichkeit der Tora
9. Ihre Unveränderlichkeit
10. Die göttliche Allwissenheit
11. Lohn und Strafe
12. Das Kommen des Messias
13. Die Auferstehung

## Textausgaben und Übersetzungen
- Joshua Abelson: Maimonides, Commentary on the Mishnah, Introduction to Ḥelek. In: J. David Bleich (Hrsg.): With Perfect Faith: The Foundations of Jewish Belief, Ktav Pub. House, New York, N.Y. 1983, ISBN 0-87068-891-X, 21–50.
- Israel Friedländer (Hrsg.): Selections from the arabic writings of Maimonides, Leiden 1901, Nachdruck 1951, 28f. (arab. Text)
- Manuel (Manni) Gottlieb: Pērūš ha-Mišnā, Mose ben Maimon's Commentar zur Mischnah, Tractat Sanhedrin. In neuer hebräischer Übersetzung aus dem arabischen Urtext, Hannover 1906, 49–55.
- Jerzy Holzer: Moses Maimunis Einleitung zu Cheleq / Zur Geschichte der Dogmenlehre in der jüdischen Religionsphilosophie des Mittelalters, Poppelauer, Berlin 1901. (arab. und hebr. Text und dt. Übersetzung) (Digitalisat, e-Text hebr.)
- Yosef Kafih (Hrsg.): Mishnah im Peirush Rabbeinu Moshe ben Maimon, Bd. 4, Mossad ha-Rav Kook, Jerusalem 1964, 211. (hebr. Text)
- Josef Maier: [Einleitung] Zu Person und Werk des Mose ben Maimon. In: Ders. (Hrsg.): Moses Maimonides. Führer der Unschlüssigen, hg. und übers. Adolf Weiss, Bd. 1, Meiner, Hamburg, 2. Aufl. 1972, xi-civ, xli-xlviii. (dt. Übers.)
- M. D. Rabinowitz (Hrsg.): Hakdamot le-Feirush ha-Mishnah, Mossad ha-Rav Kook, Jerusalem 1961, 137f. (hebr. Text)
- Fred Rosner: Maimonides' commentary on the Mishnah, Tractate Sanhedrin, Sepher-Hermon Press, New York 1981, 134–158 (hg. und übers.)